# Episodi di Spike Team (prima stagione)
La prima stagione della serie animata Spike Team è stata trasmessa su Rai 2 dal 21 novembre 2010 al 22 maggio 2011.
| Nº | Titolo                     | Prima TV         |
| -- | -------------------------- | ---------------- |
| 1  | La lunga mano di Madame A  | 21 novembre 2010 |
| 2  | La sfida impossibile       | 28 novembre 2010 |
| 3  | Si comincia da zero        | 5 dicembre 2010  |
| 4  | Le sei dita di una mano    | 12 dicembre 2010 |
| 5  | Il valore del sacrificio   | 19 dicembre 2010 |
| 6  | Dovere o piacere           | 2 gennaio 2011   |
| 7  | Sfida sleale               | 9 gennaio 2011   |
| 8  | Una sporca trappola        | 16 gennaio 2011  |
| 9  | Il trionfo di Madame       | 23 gennaio 2011  |
| 10 | Cercando una strada        | 30 gennaio 2011  |
| 11 | La scelta                  | 6 febbraio 2011  |
| 12 | La capitana                | 13 febbraio 2011 |
| 13 | Una torcia fantasma        | 20 febbraio 2011 |
| 14 | L'abbraccio dello squalo   | 27 febbraio 2011 |
| 15 | Musica e complotti         | 6 marzo 2011     |
| 16 | Salvando un college        | 13 marzo 2011    |
| 17 | Un terribile dilemma       | 20 marzo 2011    |
| 18 | Attacco frontale           | 27 marzo 2011    |
| 19 | Confida nel tuo nemico     | 3 aprile 2011    |
| 20 | Fiesta                     | 10 aprile 2011   |
| 21 | Arbitro venduto            | 17 aprile 2011   |
| 22 | Ritorno in pista           | 24 aprile 2011   |
| 23 | La forza della tigre       | 1º maggio 2011   |
| 24 | La conferma di una squadra | 8 maggio 2011    |
| 25 | I conti del passato        | 15 maggio 2011   |
| 26 | Il sapore della vittoria   | 22 maggio 2011   |